# 364P/PANSTARRS
364P/PANSTARRS, komet Jupiterove obitelji, objekt blizu Zemlji.  